# 越南電信足球會
越南電信足球會 (英語：Viettel Football Club)，簡稱越南電信FC（Viettel FC）或河內越南電信（Hanoi Viettel）是一家位於越南河內的職業足球俱樂部，於1954年9月23日成立，俱樂部隸屬於越南軍用電子電信集團旗下的越南電信體育中心，越南電信FC現時參加V1聯賽。
越南電信（包括前身球隊體工足球隊）是越南足球歷史上最成功的俱樂部，曾經贏得了20次全國冠軍，其中包括從1971年到1979年連續9年奪得越南全國冠軍，俱樂部亦栽培不少優秀的足球員代表越南國家足球隊上陣。

## 亞洲賽紀錄
| 賽季        | 賽事           | 比賽階段 | 球會         | 主場 | 作客 | 總數 |
| ----------- | -------------- | -------- | ------------ | ---- | ---- | ---- |
| 1999–2000年 | 亞洲球會錦標賽 | 第一圈   | 愉園         | 退出 |      |      |
| 1999–2000年 | 亞洲球會錦標賽 | 第二圈   | 水原三星藍翼 | 1–1  | 0–6  | 1–7  |
| 2021年      | 亞洲聯賽冠軍盃 | F組      | 蔚山現代     | 0–1  |      |      |
| 2021年      | 亞洲聯賽冠軍盃 | F組      | 卡雅         |      | 0-5  |      |
| 2021年      | 亞洲聯賽冠軍盃 | F組      | BG巴吞聯     |      | 0-2  |      |

## 榮譽

### 本土賽事
聯賽
- 越南全國冠軍/越南國家A級盃/V1聯賽:

 冠軍: (19; 紀錄) 1955, 1956, 1958, 1969, 1971, 1972, 1973, 1974, 1975, 1976, 1977, 1978, 1979, 1981–82, 1982–83, 1987, 1990, 1998, 2020
 亞軍 : (4) 1984, 1989, 1986, 1992
 季軍 : (3)  1993–94, 1997, 2000–01
- V2聯賽:

 冠軍: (2) 2007, 2018
 亞軍 : (1) 2016
- 越南乙組聯賽《第三級》:

 冠軍 :  2015
 亞軍 : 2009
- 越南丙組聯賽《第四級》:

 冠軍 : 2008
盃賽
- 越南盃:

 亞軍 : (4) 1992, 2004, 2009, 2020.
- 越南超級盃:

 冠軍 : (1) 1999.
 亞軍 : (1) 2020

## 外部連結
- 官方網站 （页面存档备份，存于）